# CarPlay
CarPlay（カープレイ）とは、iPhoneをCarPlay対応のカーオーディオやカーモニターに接続してiPhoneを操作するAppleによって開発された規格。Apple CarPlay（アップル カープレイ）とも表記される。

## 概要
CarPlayは、USBケーブル、またはBluetoothとWi-Fiを使ってiPhoneを車に接続して使用する。CarPlayを立ち上げると、車のダッシュボードのテレマティクス装置にiOSのようなインターフェースが表示され、Siriや、マップ、ミュージック、メッセージ、電話などさまざまなiOSアプリにアクセスできる。
ながら運転を防ぐためにSiriが広範囲で使用され、マップの音声ナビゲーションとテキストメッセージの音声入力を提供する。視覚的な情報の代わりに天気や株価がニュースキャスターのように読み上げられる。CarPlayの使用中に、視覚情報を表示する要求がブロックされる場合がある。ほとんどの純正CarPlayアプリは、最小限の操作でオーディオコンテンツを提供する。開発者は、CarPlay対応アプリを開発する資格をAppleに申請する必要がある。
ホストのiPhoneにCarPlayに対応しているアプリがインストールされていると、その対応するアプリがCarPlayのホーム画面に表示される。純正アプリには、電話、ミュージック、マップ、カレンダー (iOS 13以降)、メッセージ、オーディオブック、ポッドキャスト、設定などがある。
サードパーティ製アプリのオーディオコンテンツプロバイダは、Amazon Music、AWA、Spotify、YouTube Music、Audibleなどがある。また、Google Maps、Wazeなどのナビゲーションアプリも使用できる。

### 車のキー
iPhone XSまたはApple Watch Series 5以降では、ウォレットアプリに車のキーを追加して、施錠・解錠・始動できる。

## 歴史
2014年3月3日にCarPlayが正式発表された。

## パートナー企業
CarPlayが使用できる自動車・オートバイの製造およびカーオーディオ・カーナビゲーションの販売を行っているメーカーを記述。

### 日本国内の自動車・オートバイメーカー
- トヨタ
  - レクサス
- ホンダ
  - アキュラ
- 日産
  - インフィニティ
  - ダットサン
- マツダ
- 三菱
- スバル
- スズキ
- ダイハツ

### 日本国内のカーオーディオメーカー
- JVCケンウッド
- クラリオン
- パイオニア

### 海外の自動車メーカー
- BMW
  - ミニ
- FCA
  - クライスラー
    - ダッジ
    - ラム・トラックス
    - ジープ

  - フィアット
    - アバルト
    - アルファロメオ
    - マセラティ
- アストンマーティン
- グループPSA
  - プジョー
  - シトロエン
    - DS

  - オペル
  - ボクスホール
- ゼネラルモーターズ
  - GMC
  - キャデラック
  - シボレー
  - ビュイック
  - ホールデン
- ダイムラー
  - メルセデス・ベンツ
- タタ・モーターズ
  - ジャガーランドローバー
    - ジャガー
    - ランドローバー
- 現代自動車グループ
  - 現代自動車
    - ジェネシス

  - 起亜自動車
- フォルクスワーゲングループ
  - アウディ
    - ランボルギーニ

  - シュコダ
  - セアト
  - フォルクスワーゲン
  - ベントレー
  - ポルシェ
- フォード
  - リンカーン
- フェラーリ
- ボルボ
- ルノー